# Kaposszekcső
Kaposszekcső là một thị trấn thuộc hạt Tolna, Hungary. Thị trấn này có diện tích 15,62 km², dân số năm 2010 là 1560 người, mật độ 100 người/km².